# Carla Del Ponte
Carla Del Ponte, švicarska pravnica, * 9. februar 1947, Lugano, Švica.

## Življenjepis
Carla Del Ponte se je rodila italijansko govoreči družini v Luganu. Tekoče govori italijansko, nemško, francosko in angleško. Pravo je študirala v Bernu, Ženevi in Angliji, kjer je diplomirala leta 1972. Po študiju se je za kratek čas zaposlila v zasebni odvetniški pisarni, leta 1975 pa je odprla lastno.
Leta 1981 je bila imenovana na mesto javne tožilke v Luganu, kjer je delala na področju poneverb, preprodaje drog, trgovine z orožjem, terorizma in vohunjenja. V tem času je sodelovala z italijanskim preiskovalnim sodnikom Giovannijem Falconejem, s katerim sta v razvpitem primeru, poimenovanem »pizza connection« odkrila povezavo med italijanskimi in švicarskimi pralci denarja ter preprodajalci drog. Ta primer je Falconeja stal življenja, saj so v njegov avtomobil neznani storilci podtaknili bombo. V domu Carle Del Ponte v Palermu pa so policisti še pravočasno odkrili njej namenjeno eksplozivno telo.

### Glavna tožilka na mednarodnem sodišču za vojne zločine
Del Pontejeva je septembra leta 1999 na priporočilo Kofija Anana, generalnega sekretarja OZN, postala generalna tožilka za zločine na področju nekdanje Jugoslavije in Ruande. Na tem mestu je zamenjala Louise Arbour, leta 2003 pa je tožilsko funkcijo za področje Ruande predala Hassanu Bubacarju Jallowu.
Carla Del Ponte je postala simbol neizprosnosti na sodišču, kot tudi v pogovorih z oblastmi, predvsem Srbije in Hrvaške, ki so se skušale izogniti predaji nekaterih ključnih osebnosti haaškemu sodišču. V svojih govorih je Carla večkrat poudarila, da so najodgovornejši za dogodke v nekdanji Jugoslaviji Slobodan Milošević, Radovan Karadžić in general Ratko Mladić in, da se bodo vsi znašli na zatožni klopi haaškega sodišča. Februarja 2000 ji je uspelo obtožiti Karadžića, Krajišnika in nekaj drugih vodilnih bosanskih Srbov za zločine in genocid, aprila pa je enotam na terenu uspelo Krajišnika tudi aretirati. Junija istega leta, ob napadih na ZRJ, se je Del Pontejeva odločila, da ne bo uvedla uradne preiskave proti Natu, vprašanje vojnih zločinov Nata pa je pustila odprto.
Leta 2001 se je, po dogovoru z Natom, predala sodišču v Haagu Karadžićeva namestnica Biljana Plavšić, Del Pontejeva pa se je istega leta sestala z novim jugoslovanskim predsednikom, Vojislavom Koštunico, ki ji takrat ni odobril izročitve Slobodana Miloševića. Zaradi tega dejanja ga je Del Pontejeva neuradno obtožila sodelovanja pri vojnih zločinih. Miloševića je Srbija kasneje izročila mednarodnemu sodišču, kjer so mu pod vodstvom Del Pontejeve sodili do njegove smrti leta 2006.
Od januarja 2008 do leta 2011 je bila veleposlanica Švice v Argentini.